# Фатальная женщина
«Фатальная женщина» (англ. Lethal Woman) — художественный фильм в жанре триллера, вышедший в прокат 2 сентября 1989 года в городе Давао (Филиппины), а в США — 20 апреля 1990 года.

## Сюжет
Главную героиню можно назвать «убийственной», причем сразу в нескольких значениях. Она имела «спокойное» имя Кристина, но за счет нескольких, случайно сложившихся обстоятельств она предпочла переименовать себя в Диану. И вот здесь нужно вспоминать, что значит имя Диана в античной мифологии? Остров, на котором Диана обосновалась с конкретными целями, она называет «Островом Дианы». Раньше она была ещё и военнослужащей, то есть той же самой «Дианой», да ещё и в военной форме. Но так бывает, что один из поклонников изнасиловал Кристину, и ей пришлось с позором оставить место службы и найти себе остров, свой остров, а затем…

## В ролях
- Мерет Ван Камп — Кристина / Диана
- Роберт Липтон — майор Дерек Джонсон
- Шеннон Твид — Тори
- Джеймс Луизи — полковник Максим
- Грэхэм Кларк — майор Биллингтон
- Эдриэнн Пирс — Труди
- Дип Рой — Гризабелла
- Пруденс Соломон
- Дион Стюардсон
- Ларри Тейлор
- Нита
- Филиппа Вернон
- Линда Уоррен
- Кэрри Биттнер — мисс Диллион (в титрах не указана)